# Phaseolus amblyosepalus
Phaseolus amblyosepalus är en ärtväxtart som först beskrevs av Charles Vancouver Piper, och fick sitt nu gällande namn av Conrad Vernon Morton. Phaseolus amblyosepalus ingår i släktet bönor, och familjen ärtväxter. Inga underarter finns listade i Catalogue of Life.